# Victor Verschueren
Victor Abel Verschueren (geboren op 19 april 1893, datum van overlijden onbekend) was een Belgisch bobsleeër en ijshockeyspeler. 

## Levensloop
Hij won samen met René Mortiaux, Charles Mulder, Paul Van den Broeck en Henri Willems een bronzen medaille met een 4/5-mans bobslee op de Olympische Winterspelen van 1924 in Chamonix. De ploeg behaalde de enige medaille van de Belgische equipe bestaande uit 30 mannen en één vrouw. Verschueren maakte ook deel uit van het ijshockeyteam op dezelfde Spelen. In Groep B slaagde de ploeg er niet in een van de drie wedstrijden te winnen. 
Daarnaast maakte hij deel uit van de nationale ploeg op het Europees kampioenschap van 1923. Verscheuren was actief als goalie bij Le Puck d’Anvers.